# В лесу сегодня не до сна 2
«В лесу сегодня не до сна 2» (W lesie dziś nie zaśnie nikt 2) — польский фильм ужасов с элементами слэшера и чёрной комедии, вышедший в 2021 году. Фильм вышел в октябре (в преддверии Хэллоуина) на платформе Netflix. В главных ролях снимались Матеуш Венцлавек, Зофия Вихлач и Юлия Венява.

## Сюжет
В этой части раскрывается инопланетное происхождение братьев-мутантов из первого фильма, а также судьба Зоси, которая попадает в полицейский участок.

## В ролях
- Матеуш Венцлавек — Адам Адамец, неуверенный в себе молодой полицейский
- Зофья Вихлач — офицер полиции Ванесса Ковальчик, старшая коллега Адама
- Юлия Венява — Зося Вольская, final girl из прошлого фильма
- Анджей Грабовский — сержант Вальдемар Гвиздала, пожилой начальник Адама и Ванессы
- Войцех Мецвальдовский — Оливер, управляющий летним лагерем

## Критика
Польский рецензент Альберт Новицкий назвал фильм визуально приятным хоррором, снятым «слегка в стиле студии Troma».